# Матчи сборной Москвы по футболу (1915)
Сезон 1915 года стал 9-м в истории сборной Москвы по футболу.
В нем сборная провела 1 официальный матч (товарищеский междугородний со сборной Петрограда), а также 6 неофициальных.

## Классификация матчей
По установившейся в отечественной футбольной истории традиции официальными принято считать матчи первой сборной с эквивалентным по статусу соперником (сборные городов, а также регионов и республик); матчи с клубами Москвы и других городов составляют отдельную категорию матчей.
Международные матчи также разделяются на две категории: матчи с соперниками топ-уровня (в составах которых выступали футболисты, входящие в национальные сборные либо выступающие в чемпионатах (лигах) высшего соревновательного уровня своих стран — как профессионалы, так и любители) и (начиная с 1920-х годов) международные матчи с так называемыми «рабочими» командами (состоявшими, как правило, из любителей невысокого уровня).

## Статистика сезона
| 1915         |                             |     |
| Н (1)        | Москва — КС «Орехово»       | 3:0 |
| Н (2)        | Москва — Орехово-Зуево      | 1:3 |
| Н (3)        | Москва — Орехово-Зуево      | 1:4 |
| Н (4)        | Москва — КС «Орехово»       | 1:1 |
| Н (5)        | Москва — Москва (класс «Б») | 1:0 |
| МГ 12        | Москва — Петроград          | 1:2 |
| Н (6)        | Москва — «Новогиреево»      | 0:3 |
| Итого        |                             |     |
| И В Н П М    |                             |     |
| 1 0 1 1−2    |                             |     |
| 6 2 1 3 7−11 |                             |     |

## Официальные матчи

### 37. Москва — Петроград — 1:2
Междугородний товарищеский матч 12 (отчет ).

| Москва           | 1:2 | Петроград                        |
| ---------------- | --- | -------------------------------- |
| - МкДональд 1:2′ |     | - 0:1′ П.Соловьев - 0:2′ Морвиль |

| Игрок               | Клуб                |                                 | Вышел на замену | Гол  |
| ------------------- | ------------------- | ------------------------------- | --------------- | ---- |
| Евстафьев, Николай  | «Сокольнический» КЛ | Серебряный гол · Серебряный гол | 1               | (-2) |
|                     |                     |                                 |                 |      |
| Коротков, Николай   | «Новогиреево»       |                                 | 5               |      |
| Бейт, Чарльз Клавел | КС «Орехово»        |                                 | 1               |      |
|                     |                     |                                 |                 |      |
| Степанов, Александр | КС «Орехово»        |                                 | 1               |      |
| Леонтьев, В.        | «Новогиреево»       |                                 | 1               |      |
| Бункин, Николай     | «Сокольнический» КЛ |                                 | 1               |      |
|                     |                     |                                 |                 |      |
| Денисов, Михаил     | КФ «Сокольники»     |                                 | 1               |      |
| Андреев, Сергей     | КС «Орехово»        |                                 | 1               |      |
| Ратов, Владимир     | «Сокольнический» КЛ |                                 | 1               |      |
| МкДональд, К.       | КС «Орехово»        | Гол                             | 2               | 1    |
| Золкин, Леонид      | КС «Орехово»        |                                 | 2               |      |

| Петроград  |                 |
| ---------- | --------------- |
| Е.Детлов   |                 |
|            |                 |
| Мосс       |                 |
| П.Соколов  |                 |
|            |                 |
| П.Филиппов |                 |
| Хромов     |                 |
| Г.Филиппов |                 |
|            |                 |
| Ф.Стотт    |                 |
| Куренков   |                 |
| П.Соловьев | Гол             |
| Морвиль    | Гол             |
| Лагунов    | Заменён         |
| Замена     |                 |
| Н.Гостев   | Вышел на замену |

## Неофициальные матчи
1. Матч на спортивном празднике, сбор от которого был направлен в пользу раненых .
| Москва                                | 3:0 | КС «Орехово» |
| ------------------------------------- | --- | ------------ |
| - М.Романов - Л.Смирнов - Шурупов 85′ |     |              |

| Москва: Федоров («Унион») – Эйдж (ЗКС), Григорьев (СКЛ) – П.Лавров (ЗКС), П.Россиус (ЗКС), В. Матрин («Унион») – М.Романов (ЗКС), С.Троицкий («Унион»), Л.Смирнов («Унион»), Шурупов (ЗКС), Н.Денисов (КФС) КС «Орехово»: Матрин – Бейт, А.Куликов – Жаворонков, К.Андреев, А.Степанов – Смирнов, Шелобанов, А.Кротов, МкДональд, Л.Золкин |

2.  Матч на спортивном празднике, сбор от которого был направлен в пользу раненых .
| Москва | 1:3 | Орехово-Зуево |
| ------ | --- | ------------- |
|        |     |               |

| Москва: Федоров («Унион») – Григорьев (СКЛ), Тяпкин («Новогиреево») – П.Лавров (ЗКС), П.Россиус (ЗКС), Бухтеев («Новогиреево») – А.Троицкий («Унион»), С.Троицкий («Унион»), Л.Смирнов («Унион»), Шурупов (ЗКС), Н.Денисов (КФС) Орехово-Зуево: Туранов – Зубов, Курков – Жаворонков, К.Андреев, Силпащев – Завьялов, С.Андреев, Ходин, Федяев, Шелобанов |

3. Товарищеский матч .
| Москва | 1:4 | Орехово-Зуево |
| ------ | --- | ------------- |
|        |     |               |

| Москва: М.Смирнов – Гладкий, Н.Коротков – Н.Бункин, Браунс, Попович – Н.Денисов, А.Петров, В.Ратов, С.Бухтеев, Воронин Орехово-Зуево: Туранов – Зубов, МкДональд – Жаворонков, К.Андреев, А.Степанов – С. Андреев, Молчанов, Ходин, Федяев, Л.Золкин |

4. Матч на спортивном празднике, сбор от которого был направлен в пользу лазарета при московском олимпийском комитете .
| Москва                | 1:1 | КС «Орехово»     |
| --------------------- | --- | ---------------- |
| - Борисов 1:1′ (пен.) |     | - 0:1′ С.Андреев |

| Москва: Фаресов (КФС) – Воронцов («Новогиреево»), Коротков («Новогиреево») – Н.Бункин (СКЛ), В.Леонтьев («Новогиреево»), Макаревский (КФС) – В.Залышкин («Новогиреево»), Канунников («Новогиреево»), К.Васильев (ЗКС), Воронин (СКЛ), Борисов (КФС) КС «Орехово»: Матрин – Бейт, Кошкин – Жаворонков, Агапов, А.Степанов – С.Андреев, Перницкий, А.Кротов, МкДональд, Л. Золкин |

5. Матч на спортивном празднике, сбор от которого был направлен в пользу лазарета при московском олимпийском комитете .
| Москва    | 1:0 | Москва (класс «Б») |
| --------- | --- | ------------------ |
| - В.Ратов |     | - (пен.) В.Дудеров |

| Москва: Фаресов (КФС) – Свешников (КФС), Коротков («Новогиреево») – Н.Бункин (СКЛ), В.Леонтьев («Новогиреево»), А.Степанов (КСО) – С.Бухтеев («Новогиреево»), С.Архангельский («Новогиреево»), Н.Денисов (КФС), В.Ратов (СКЛ), А.Петров (КФС) Москва (класс «Б»): Курбатов (ОФВ) – П.Розанов (ЧШКС), Мигунов (ОФВ) – Горский (МКЛ), В.Дудеров (ЧШКС), Задачкин (ОФВ) – И.Артемьев (ЧШКС), С.Троицкий (ЧШКС), Красинский (МКЛ), Абрамов (ОФВ), М.Смирнов («Унион») |

6. Традиционный матч «чемпион - сборная турнира» Чемпионата Москвы 1915 года.
| Москва | 0:3 | «Новогиреево»                      |
| ------ | --- | ---------------------------------- |
|        |     | - 55′ Яковлев - 60′ 70′ Канунников |

| Москва: Евстафьев (СКЛ) - С.Сысоев (ЗКС), Тяпкин (СКЛ) - Бункин (СКЛ), С.Филиппов (КФС), А.Степанов (КСО) - М.Денисов (КФС), С.Андреев (КСО), В.Ратов (СКЛ), МкДональд (КСО), Л.Золкин (КСО) Новогиреево: И.Чесноков - Н.Коротков, Воронцов - А.Бухтеев, В.Леонтьев, Б.Чесноков - С.Архангельский, С.Бухтеев, Яковлев, Канунников, Залышкин |